# Euskal Herritarrok
Euskal Herritarrok (EH; «Ciudadanos Vascos» en euskera) fue una coalición independentista española de la izquierda nacionalista vasca surgida en octubre de 1998, en principio como una agrupación de electores abertzales, tras la firma del Pacto de Estella. Agrupó a Herri Batasuna y a otros sectores de izquierda provenientes de partidos no nacionalistas como Zutik y Batzarre. Tuvo una vida efímera y su primera presentación en unos comicios fue en las elecciones al Parlamento Vasco de 1998, donde registró los mejores resultados de la izquierda abertzale hasta entonces. Tras la ruptura de la tregua de ETA en 1999 y la consiguiente salida de la coalición de Batzarre y Zutik en febrero de 2000, Euskal Herritarrok aún se presentó a las elecciones al Parlamento Vasco de 2001, sufriendo un descalabro electoral. Poco después culminó el proceso de refundación de EH en Batasuna.
Según la demanda de ilegalización presentada por la Fiscalía del Estado en 2002 contra Herri Batasuna, Batasuna y Euskal Herritarrok, la creación de esta última plataforma se debió a que «ante el temor de verse ilegalizada, HB crea en 1998 Euskal Herritarrok (EH), para poder concurrir a las elecciones autonómicas a celebrar el 25 de octubre. Aunque HB no se disuelve formalmente, lo cierto es que en la práctica se ve sustituida por EH».

## Evolución
En las autonómicas y forales de 1999 EH superó la marca electoral de la izquierda abertzale en el País Vasco, ya que 223.264 personas les dieron su voto. En las elecciones municipales superaron la marca anterior, teniendo en cuenta que también presentaban listas a los municipios y al Parlamento navarros. Por último, en las europeas, logró cierto apoyo en el resto de España, con lo superó esta última marca, consiguiendo que Koldo Gorostiaga ocupara un escaño de eurodiputado, pero sin rebasar los resultados Herri Batasuna con la candidatura de Txema Montero en 1987. 
En febrero de 2000, Batzarre y Zutik abandonaron EH tras la ruptura de la tregua de ETA, al no haber condena alguna por parte de Euskal Herritarrok. Por discrepancias con la línea política seguida, entre ellas la no condena de la violencia etarra por parte de EH, en junio de 2000 se produjo la creación de Aralar. Las elecciones al Parlamento Vasco de 2001 supusieron un descalabro de EH, puesto que perdió la mitad de sus parlamentarios, aunque mantuvo el número de votos que obtenía Herri Batasuna antes de la tregua. Poco después, en mayo diversas corrientes de la izquierda abertzale pertenecientes a EH (entre las que se encontraba Aralar, aunque su ponencia fue finalmente rechazada) entraron en un proceso de discusión y refundación de donde surgió Batasuna, partido político que fue declarado ilegal en marzo de 2003 por su vinculación con la banda terrorista ETA. En virtud de la Ley de Partidos, la ilegalización también afectó a Herri Batasuna y Euskal Herritarrok.

## Ideología
El proyecto en que se apoyaba Euskal Herritarrok era el de la creación de un Estado independiente los territorios que compondrían Euskal Herria. Para ello la izquierda abertzale defiende el derecho de autodeterminación, que consistiría en la celebración de un referéndum sobre la independencia del País Vasco en todos los territorios. La izquierda abertzale hereda un ideario socialista. Si bien la forma en que ese socialismo sería definido es difícil, acuñaron el término de «socialismo identitario» como una forma de socialismo adaptado a la situación del País Vasco. Respecto al uso de la violencia, la izquierda abertzale entiende que esta es producto de un conflicto político, y por lo tanto considera la condena como una herramienta fútil y aboga por la superación del conflicto mediante el reconocimiento de la "territorialidad vasca" y el ejercicio del derecho de autodeterminación.

## Resultados electorales

### Elecciones municipales
| Comicios | Votos   | %     | Concejales |
| -------- | ------- | ----- | ---------- |
| 1999     | 272 446 | 17,91 | 890/4949   |

### Elecciones a las Juntas Generales
| Comicios | Votos   | %     | Escaños |
| -------- | ------- | ----- | ------- |
| 1999     | 228 528 | 20,04 | 33/153  |

### Elecciones autonómicas
| Comicios                                    | Votos   | %     | Escaños |
| ------------------------------------------- | ------- | ----- | ------- |
| Elecciones al Parlamento Vasco de 1998      | 224.001 | 17,91 | 14/75   |
| Elecciones al Parlamento de Navarra de 1999 | 47.271  | 15,58 | 8/50    |
| Elecciones al Parlamento Vasco de 2001      | 143.139 | 10,12 | 7/75    |

### Elecciones al Parlamento Europeo
| Comicios | Votos   | %    | Escaños |
| -------- | ------- | ---- | ------- |
| 1999     | 306 923 | 1,45 | 1/64    |